# Smeryngolaphria seabrai
Smeryngolaphria seabrai är en tvåvingeart som beskrevs av Carrera 1960. Smeryngolaphria seabrai ingår i släktet Smeryngolaphria och familjen rovflugor. Inga underarter finns listade i Catalogue of Life.